# Carlos Grethe

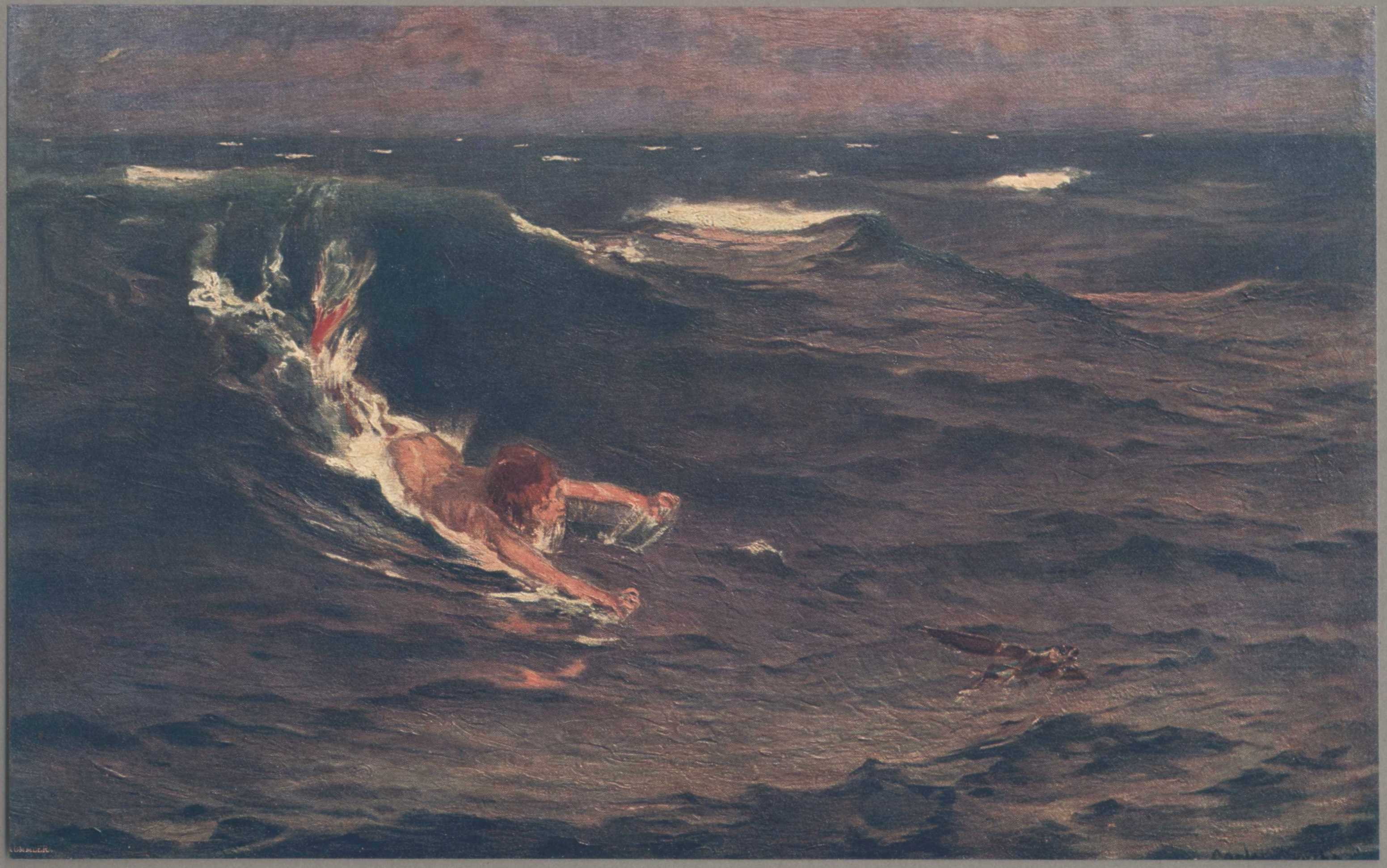
Der fliegende Fisch av Carlos Grethe.

Carlos Grethe, född 25 september 1864, död 2 februari 1913, var en tysk målare och grafiker. 
Grethe var elev vid konstakademin i Karlsruhe och till William Bouguereau i Paris. Från genremotiv i rokokomiljö övergick Grethe till att skildra havet och kustbornas liv, vilken motivväxling återspeglas i hans alltmer dramatiska kompositioner. Berömda blev Grethes färglitografier. Han hade stor betydelse för de tyska konstnärsorganisationerna. 